# Selbststellbetrieb
Der Selbststellbetrieb (SB) ist eine eisenbahntechnische Einrichtung in Gleisbildstellwerken und wird als Funktion in elektronischen Stellwerken realisiert. Je nach Ausführung gestattet der Selbststellbetrieb einen teilweise oder vollständig automatischen Ablauf des Zugbetriebes, ggf. auch ohne ständige Mitwirkung eines Fahrdienstleiters.
Man unterscheidet
- Selbststellbetrieb für einzelne Zugstraßen,
- Signalselbststellbetrieb,
- Programmselbststellbetrieb,
- Durchfahrbetrieb,
- Zuglenkung mit Lenkziffer und
- Zuglenkung mit Lenkplan.[1]

Durch Selbststellbetrieb oder ähnliche Einrichtungen können Systemlaufzeiten verkürzt und die verkehrliche Leistungsfähigkeit gesteigert werden.

## Ausgangssituation
Im konventionellen Betrieb muss der Fahrdienstleiter die Fahrstraßen für jeden Zug, der seinen Bahnhof befährt, manuell einstellen. Dies geschieht z. B. in Relaisstellwerken, indem er auf dem Stelltisch Start- und Zieltaste gleichzeitig bedient bzw. in elektronischen Stellwerken, indem Start- und Zielpunkt einer Zugstraße sowie ein Quittierbutton nacheinander mit einem Mausklick oder einem elektronischen Taster angesprochen werden.

## Varianten

### Selbststellbetrieb für einzelne Zugstraßen
Der Selbststellbetrieb für einzelne Zugstraßen ist eine Variante des Selbststellbetriebs, die in Relaisstellwerken der Deutschen Bundesbahn vorkommt. Er gestattet das zugbewirkte Einstellen einer festgelegten Fahrstraße, nachdem ein sich annähernder Zug erkannt wurde. In der Regel geschieht das für Einfahrstraßen aus einem Gleis der freien Strecke in ein Bahnhofsgleis mit der Belegung eines bestimmten Gleisabschnitts vor dem Einfahrvorsignal. Bei Ausfahrstraßen aus einem Bahnhofsgleis auf die freie Strecke erfolgt das Einstellen meist, nachdem eine Einfahrstraße in das Gleis eingelaufen ist. Dadurch kann normalerweise ab einem Startsignal nur eine Fahrstraße zu einem bestimmten Ziel mit Selbststellbetrieb ausgestattet sein. Deshalb sind meist nur die durchgehenden Hauptgleise eines Bahnhofs in den Selbststellbetrieb einbezogen. Für Fahrten in andere Gleise muss die Fahrstraßeneinstellung bei dieser Variante manuell erfolgen.

### Signalselbststellbetrieb
Der Signalselbststellbetrieb ist eine Variante des Selbststellbetriebs, die in Spurplan-Relaisstellwerken der Deutschen Reichsbahn vorkommt. Bei Signalselbststellbetrieb wird eine Fahrstraße nach dem Auflösen selbständig neu eingestellt. Im Gegensatz zu Selbststellbetrieb für einzelne Zugfahrten ist somit ständig eine Fahrstraße eingestellt und die Weichen verschlossen. Diese Variante ermöglicht es entsprechend nicht, Signalselbststellbetrieb für sich gegenseitig ausschließende Fahrstraßen gleichzeitig zu nutzen oder eine zur Fahrstraße im Signalselbststellbetrieb feindliche Fahrstraße händisch einzustellen. Ausgeglichen wird dieser Nachteil durch den Annäherungsverschluss, der bei diesen Spurplanstellwerken standardgemäß vorhanden ist, sodass eine Rücknahme der Fahrstraße im Signalselbststellbetrieb möglich ist, solange sich kein Zug annähert.

### Programmselbststellbetrieb
Der Programmselbststellbetrieb ist eine Variante des Selbststellbetriebs, die in Gleisbildstellwerken der Deutschen Reichsbahn vorkommt. Er erlaubt das selbständige Einstellen verschiedener, einander feindlicher Fahrstraßen nach einem eingestellten Programm. Dabei wird nach dem Auflösen einer Fahrstraße die nächste nach dem Programm vorgesehene Fahrstraße eingestellt. Wie bei Signalselbststellbetrieb ist also auch bei Programmselbststellbetrieb ständig eine Fahrstraße eingestellt. Programmselbststellbetrieb kann insbesondere bei Verzweigungen mehrerer, nach einem Taktfahrplan befahrener, Strecken benutzt werden. In der Regel kann der Fahrdienstleiter durch eine Bedienung einstellen, wie viele Züge hintereinander auf einer Fahrstraße fahren sollen, bevor die Umschaltung auf die nächste Fahrstraße stattfindet. Die Variante lässt sich auch so einstellen, dass sie wie Signalselbststellbetrieb wirkt, also keine Umschaltung auf eine andere Fahrstraße stattfindet.

### Durchfahrbetrieb
Der Durchfahrbetrieb ist eine Variante des Selbststellbetriebs, die in elektromechanischen Stellwerken und Relaisstellwerken vorkommt. Bei Relaisstellwerken der Deutschen Bundesbahn ist er auch als Durchgangsbetrieb bekannt.
Ähnlich wie beim Signalselbststellbetrieb ist hierbei dauerhaft eine Fahrstraße eingestellt. Diese wird allerdings bei Durchfahrbetrieb nicht ständig nach den Zugfahrten aufgelöst und neu eingestellt, sondern bleibt ständig festgelegt.

### Zuglenkung mit Lenkziffer
Bei Zuglenkung mit Lenkziffer wird über die Zugnummernmeldeanlage bei Annäherung eines Zuges automatisch die für diesen Zug hinterlegte Fahrstraße eingestellt. Damit wird die Fahrt des Zuges über ein bestimmtes Bahnhofsgleis bzw. bei abzweigenden Strecken in eine bestimmte Fahrtrichtung vorgesehen.
Dies geschieht durch eine der Zugnummer vorangesetzte Richtungskennziffer. Diese Variante des Selbststellbetriebs kommt vor allem bei Relaisstellwerken der Deutschen Bundesbahn zum Einsatz.
Die Zuglenkung soll die Fahrstraßen rechtzeitig einstellen, damit der Zug ungehindert fahren kann. Andererseits soll die Fahrstraße nicht zu früh eingestellt werden, weil dies möglicherweise andere Züge behindern könnte und die Möglichkeiten für kurzfristige betriebliche Entscheidungen (z. B. Nutzung eines anderen Bahnhofsgleises) verringert. Für die zeitgerechte Einstellung der Fahrstraße durch die Zuglenkung werden daher je Signal bestimmte Anstoßpunkte definiert. Nachdem die Zugnummernmeldeanlage die Vorbeifahrt der Zugnummer am Anstoßpunkt (i. d. R. ein vorhergehendes Signal) meldet, läuft die Anstoßverzögerungszeit ab, die entsprechend der planmäßigen (bzw. bei LZB aktuellen) Geschwindigkeit des Zuges so berechnet wird, dass die Fahrstraße 15 s vor der Vorbeifahrt des Zuges am Vorsignal eingestellt ist. Im Betrieb mit ETCS kann der Fahrstraßenanstoß auch durch das RBC in Abhängigkeit von der Bremskurven und tatsächlicher Zuggeschwindigkeit generiert werden. Um möglichst kurze technische Laufzeiten zu erreichen, kann das Stellwerk die nächste Teilzugstraße (in Bereichen ohne Weichen) schnellstmöglich einstellen, die ETCS-Zentrale auf dieser Grundlage eine Fahrterlaubnis erteilen.
Nach Ablauf der Anstoßverzögerungszeit erfolgt eine Stellbarkeitsprüfung und schließlich der Stellauftrag an das Stellwerk. Der Stellauftrag wirkt ebenso wie ein manueller Fahrstraßen-Stellauftrag durch den Fahrdienstleiter: Sofern stellwerksseitig alle Bedingungen erfüllt sind, wird die Fahrstraße eingestellt, andernfalls wird sie abgewiesen. Die Vermeidung sich ausschließender Fahrstraßen wird also weiterhin vom Stellwerk und nicht von der Zuglenkung sichergestellt.
Falls die Stellbarkeitsprüfung der Zuglenkung fehlschlägt oder die Fahrstraße vom Stellwerk abgewiesen wird (z. B. aufgrund eingestellter sich ausschließender Fahrstraßen für andere Züge), kommt es seitens der Zuglenkung zu einer Warteschleife und das Einstellen der Fahrstraße wird zu einem späteren Zeitpunkt angestoßen.
Heutige Systeme zur Zuglenkung agieren nicht vorausschauend. Beispielsweise werden Weichen erst gestellt, wenn die gesamte Fahrstraße einlaufen kann, was zu verlängerten Zugfolgezeiten führen kann.

### Zuglenkung mit Lenkplan
Zuglenkung mit Lenkplan ist eine Weiterentwicklung der Zuglenkung mit Lenkziffer. Dabei wird nicht eine der Zugnummer vorangesetzte Kennziffer zur Fahrstraßenauswahl genutzt, sondern die gesamte Zugnummer. Diese Variante des Selbststellbetriebs wird vor allem in elektronischen Stellwerken mit großem Stellbereich, insbesondere bei aus Betriebszentralen ferngesteuerten Anlagen, aber auch bei großen Knotenstellwerken, die auch die angrenzenden Abzweigstellen und kleineren Bahnhöfe fernsteuern, eingesetzt.
In einem sogenannten Lenkplan werden dabei die für die verschiedenen Züge vorgesehenen Fahrstraßen und ggf. Fahrzeiten hinterlegt. Außerdem lassen sich Abhängigkeiten zwischen verschiedenen Zugfahrten und Abfahrtszeiten definieren, sodass auch Überholungen selbständig ablaufen können.
Der Fahrdienstleiter muss im Regelbetrieb keine Bedienhandlungen für Zugfahrten mehr vornehmen, sofern die betreffenden Fahrstraßen in die Zuglenkung einbezogen sind und die Zuglenkung eingeschaltet ist. Soll ein Zug abweichend von seinem hinterlegten Lenkplan ein anderes Gleis oder eine andere Strecke benutzen, so kann der Fahrdienstleiter den Lenkplan bereits weit vor dem Eintreffen des Zuges anpassen. Alternativ dazu ist das Einstellen einer anderen Fahrstraße durch konventionelle direkte Bedienung möglich, solange das Einstellen der laut Lenkplan hinterlegten Fahrstraße durch die Zuglenkung noch nicht angestoßen wurde.
Zuglenkung lässt sich in modernen elektronischen Stellwerken für jede Fahrstraße einzeln projektieren, aus verschiedenen betrieblichen Gründen sind allerdings häufig nicht alle Fahrstraßen in die Zuglenkung einbezogen. Ausgenommen werden z. B. regelmäßig Fahrstraßen in Richtung eingleisiger Strecken. Wenn der Fahrdienstleiter des benachbarten Bahnhofs einen Zug vor dem Befahren der eingleisigen Strecke im Rahmen eines Zugmeldegesprächs annehmen muss, ist eine automatische Einstellung der Fahrstraße durch die Zuglenkung unzulässig, da das (möglicherweise negative) Ergebnis des Zugmeldegesprächs von der Zuglenkung nicht berücksichtigt würde. Zusätzlich lässt sich die Zuglenkung in modernen Stellwerken für jedes Signal ein- und ausschalten, um jenen betrieblichen Situationen Rechnung zu tragen, in denen das automatische Einstellen von Fahrstraßen nicht erwünscht ist.
Die Zuglenkung ist ein vergleichsweise einfaches, nicht vorausschauend arbeitendes System. Beispielsweise lässt sie Weichen nicht vorausschauend für die folgende Fahrstraße umlaufen, bevor alle Bedingungen erfüllt sind, um die Fahrstraße als Ganzes einzustellen. Dadurch kommt es zu verlängerten Zugfolgen bzw. zu Einbußen an Kapazität.